# Gerard Broadmead Roope
Gerard Broadmead Roope (Taunton, 13 marzo 1905 – Mare di Norvegia, 8 aprile 1940) è stato un militare inglese, insignito della Victoria Cross durante la seconda guerra mondiale per il coraggio dimostrato durante il combattimento dell'8 aprile 1940 contro l'incrociatore pesante Admiral Hipper. Fu nominato nei dispatches dell'Ammiragliato il 6 gennaio 1942.

## Biografia
Nacque a Taunton, nel Somerset, il 13 marzo 1905, e si arruolò volontario nella Royal Navy come Allievo ufficiale nel corso del 1925. Fu promosso Sub-Lieutenant il 30 dicembre 1925,  Lieutenant il 30 settembre 1927 e Lieutenant Commander il 30 settembre 1935. Il 22 luglio 1938 assunse il comando del cacciatorpediniere Glowworm, che mantenne anche dopo lo scoppio della seconda guerra mondiale.
Con l’invasione della Danimarca e della Norvegia (Operazione Weserübung) a partire dal 5 aprile 1940 fu impegnato in azione contro le forze navali tedesche nel Mare di Norvegia. in missione di scorta all’incrociatore da battaglia Renown. Il giorno 6 mentre stava effettuando un’operazione di minamento delle acque norvegesi (Operazione Wilfred), a causa del mare grosso l’unità perse un uomo caduto in acqua, e ricevette il permesso dal Renown di attardarsi a cercarlo, allontanandosi così dal gruppo principale.
L'8 aprile il Glowworm (1.345 tonnellate) impegnò combattimento contro due cacciatorpediniere nemici, il Bernd von Arnim e il Hans Lüdemann, mentre navigava verso il Vestfjorden norvegese. Dopo che una delle navi nemiche fu colpita, entrambe abbandonarono l’azione e si ritirarono verso nord. Pur consapevole del fatto che le unità nemiche stavano cercando di attirarlo verso le navi tedesche più grosse, il Glowworm si gettò all’inseguimento, e ben prestò individuò l'incrociatore pesante Admiral Hipper. Dopo aver lanciato il segnale radio di scoperta alla Home Fleet il Glowworm impegnò combattimento contro l'incrociatore lanciando una cortina fumogena per nascondersi, e tentando di portarsi a distanza utile per il lancio dei siluri, ma fu subito inquadrato dal pezzi da 203 mm dell’incrociatore tedesco. Uscito dal fumo il cacciatorpediniere inglese fu centrato dai cannoni da 105 mm, ma lanciò una salva di siluri che andarono a vuoto per la riuscita contromanovra del comandante tedesco. Virato di bordo per lanciare i siluri dall’altro impianto la nave inglese fu nuovamente centrata dai colpi da 203 ed incendiata.

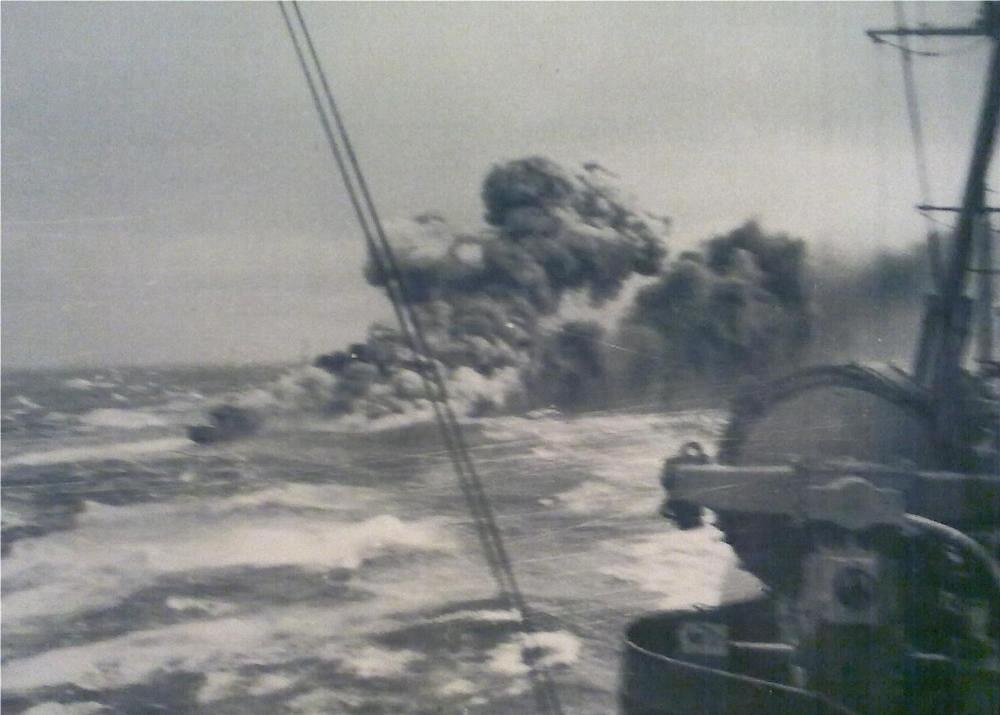
Il cacciatorpediniere Glowworm in preda agli incendi fotografato da bordo dell'incrociatore pesante Admiral Hipper, 8 aprile 1940.

Con solo tre cannoni in grado di sparare il cacciatorpediniere inglese speronò con successo l'incrociatore in un ultimo gesto di sfida, danneggiandolo lungo la fiancata nella vicinanze della prua. Il Glowworm fu nuovamente colpito ed affondò, capovolgendosi, alle 10.24 con la perdita di 109 uomini dell'equipaggio. I sopravvissuti furono un ufficiale e 30 marinai, raccolti cavallerescamente dall’'Admiral Hipper, che a causa dei danni riportati dovette riparare dapprima a Trondheim, e per andò in bacino di carenaggio per due settimane.
Il comandante dell'Admiral Hipper, Kapitän zur See Hellmuth Heye, scrisse personalmente alle autorità britanniche attraverso la Croce Rossa, raccomandando assegnazione della Victoria Cross al comandante del cacciatorpediniere inglese che si era battuto così coraggiosamente contro una nave da guerra molto più potente. Dopo aver sentito le testimonianze di alcuni membri dell’equipaggio del Glowworm sopravvissuti, l’alta onorificenza gli fu concessa il 10 luglio 1945, e consegnata alla vedova e al figlio durante un’apposita cerimonia avvenuta il 12 febbraio 1946 a Buckingham Palace dal Re Giorgio VI. L’onorificenza non è attualmente esposta al pubblico, ma fa parte di una collezione privata.

### Nei media
Il romanzo Battle of the April Storm di Larry Forrester, di basa sul duello tra il Glowworm e l'Admiral Hipper. I personaggi, tra cui il capitano del Glowworm, sono di fantasia, ma la storia racconta di una nave sfortunata che si riscatta nell’ultima eroica azione compiuta, accomunando fraternamente tutti i marinai della nave, così come quelli nemici.

### Annotazioni
1. ↑  Il comandante Roope fu visto per l’ultima volta mentre, dopo aver aiutato i membri dell’equipaggio ad infilare i giubbotti di salvataggio, si lanciava in mare dove fu travolto da alcune grosse onde che lo allontanarono dai sopravvissuti, perendo probabilmente annegato, o per ipotermia.

### Fonti
1. 1 2 3  Winton 2016, p. 187.
2. 1 2 3  Bruning 2013, p. 54.
3. 1 2 3 4 5 6 7 8 9  Winton 2016, p. 188.
4. ↑  ROOPE, Gerald Broadmead at VICTORIA CROSS RESEARCH
5. ↑  Holders of the Victoria Cross lost or buried at sea at www.victoriacross.org.uk
6. ↑  (EN) The London Gazette (PDF), n. 37170, 6 July 1945.